# Boonville (wieś)
Boonville – wieś w Stanach Zjednoczonych, w stanie Nowy Jork, w hrabstwie Oneida.